# 横滨开港资料馆
横滨开港资料馆（英語：Yokohama Archives of History）是一座位于日本横滨市的博物馆和档案馆。

## 历史
1981年6月2日横滨开港纪念日建成开馆，位于日本横滨市山下公園内。原是英国驻横滨领事馆，1923年关东大地震时倒塌，1931年重新建设，1972年增修新址。博物馆阅览室收藏了自明治时代到昭和时代在日本出版的外国语和日语报纸，也展示自黑船來航以来日本诸多外交史料。

## 画廊

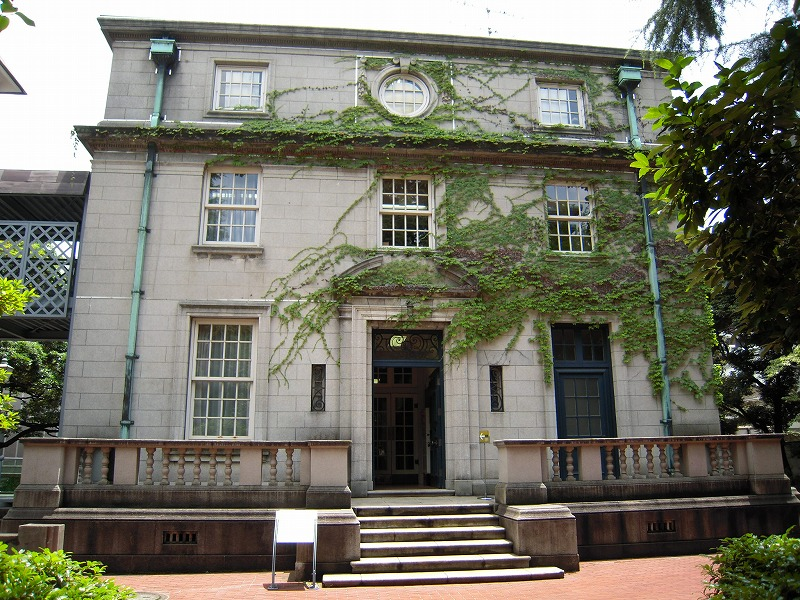
旧馆
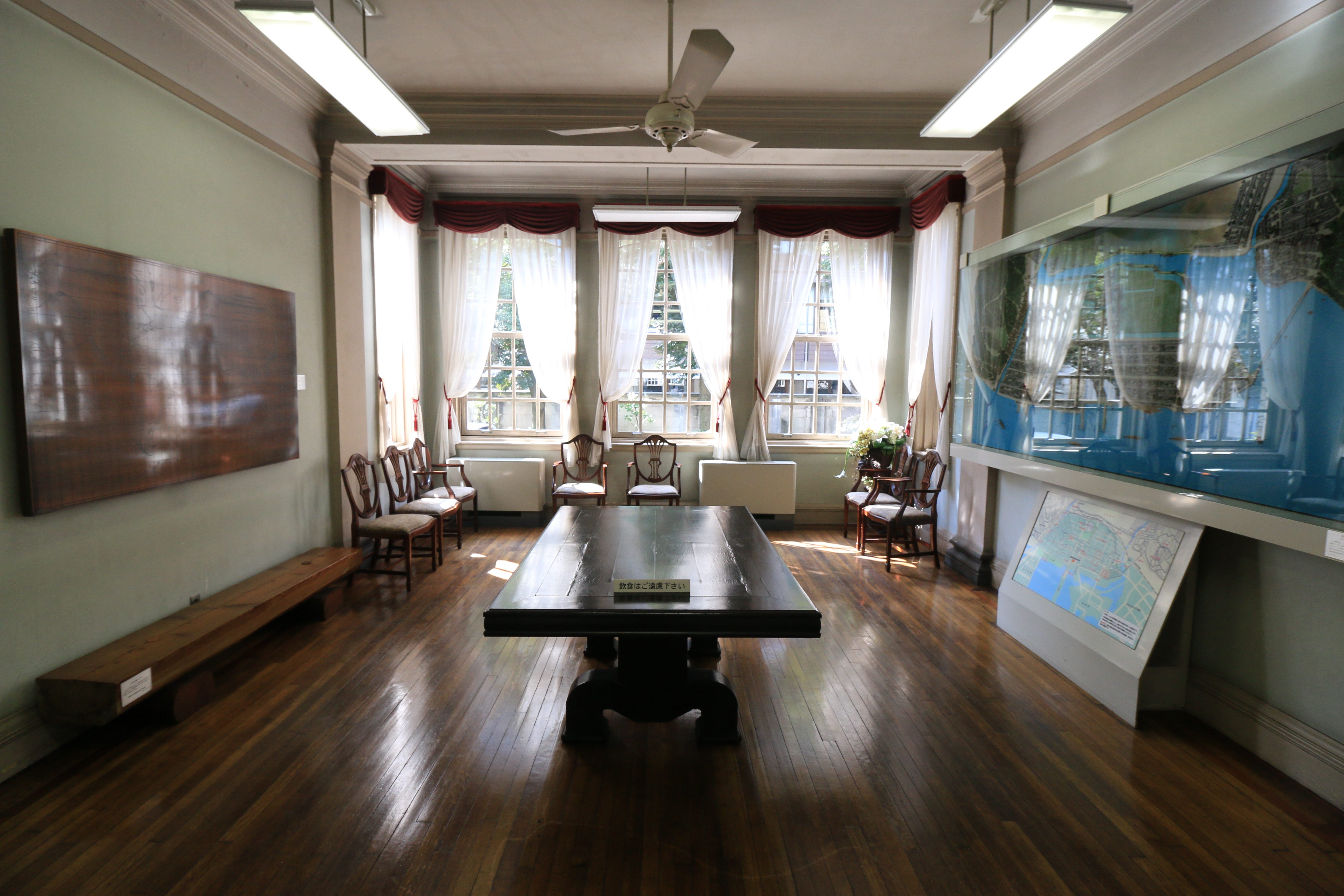
内部装饰
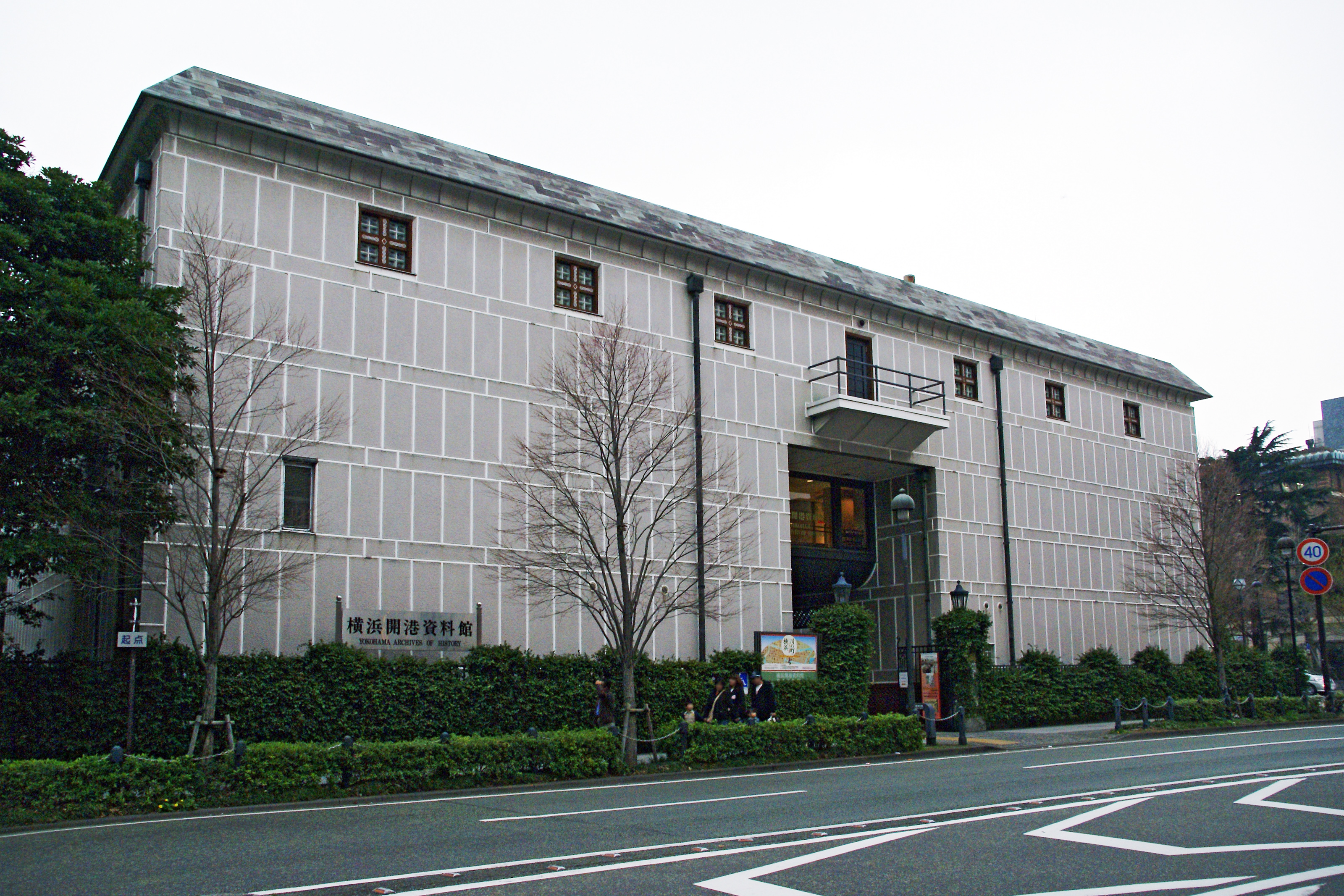
新馆